# FC 아르제슈 피테슈티
FC 아르제슈(루마니아어: Fotbal Club Argeș Pitești)는 피테슈티를 연고로 하는 루마니아의 축구 클럽이다. 1953년에 창단되었으며 현재 리가 I에 참가하고 있다.
아르제슈는 2008년에 1부 리그 복귀 후 첫 시즌에 8위를 기록하며 좋은 성적과 탄탄한 플레이 스타일을 선보였다. 하지만 2009년 6월 8일, 루마니아 축구계를 충격에 빠뜨린 "페네스쿠 사건" 또는 "루마니아 칼초폴리"라는 불리는 사건이 발생했다. 당시 구단주였던 코르넬 페네스쿠가 주요 피의자 중 한명으로 체포되면서 아르제슈는 리가 I에서 강등되었다. 코르넬 페네스쿠가 체포된 후, 그의 아들 안드레이 페네스쿠가 구단을 이끌었지만, 자금 지원은 사실상 전무했고 구단은 리가 II에서도 살아남기 위해 고군분투 했지만 2013년 7월 26일, FC 아르제슈는 구제 가능성이 전혀 없는 상태에서 파산했다고 발표하였다. 서포터들은 미리 구단의 미래를 예상하며 2011년부터 SCM 아르제슈 프로젝트를 기획해 파산 발표 후 곧바로 FC 아르제슈 1953 피테슈티란 후계 클럽을 만들었다. 4부 리그부터 시작해 2015-16 시즌 승격 플레이오프에서 승리하였지만 자금 부족으로 리가 III에 승격하지 못하고 성인팀을 해체하였다. 이에 피테슈티시에서 구단 인수 의사를 밝혔고 2017년 6월 16일에 시에서 공식적으로 구단을 인수하면서 현재에 이르고 있다.

## 성적

### 국내 대회
- 리가 I 우승 2회 (1971-72, 1978-79), 준우승 2회 (1967-68, 1977-78)
- 리가 II 우승 4회 (1960-61, 1962-63, 1993-94, 2007-08)
- 쿠파 로므니에이 준우승 1회 (1964-65)

### 국제 대회
- 발칸컵 준우승 3회 (1983-84, 1984-85, 1987-88)

## 선수 명단

### 현역
참고: FIFA 자격 규정에 따라 소속된 국가대표팀 국기를 표시합니다. 선수는 복수의 FIFA 비회원국 국적을 가지고 있을 수 있습니다.
| 번호 | 포지션 | 국적   | 이름          |
| ---- | ------ | ------ | ------------- |
| 2    | DF     |        | 코스티넬 토판 |
| 14   | FW     | 카메룬 | 프랑크 차셈   |
| 17   | FW     | 가나   | 엠마누엘 멘사 |

| 번호 | 포지션 | 국적 | 이름 |
| ---- | ------ | ---- | ---- |

## 역대 감독
| 감독            | 임기        |
| --------------- | ----------- |
| 도리넬 문테아누 | 2006 ~ 2007 |
| 아드리안 네아가 | 2015        |

틀:FC 아르제슈 피테슈티 선수 명단